# Linebacker

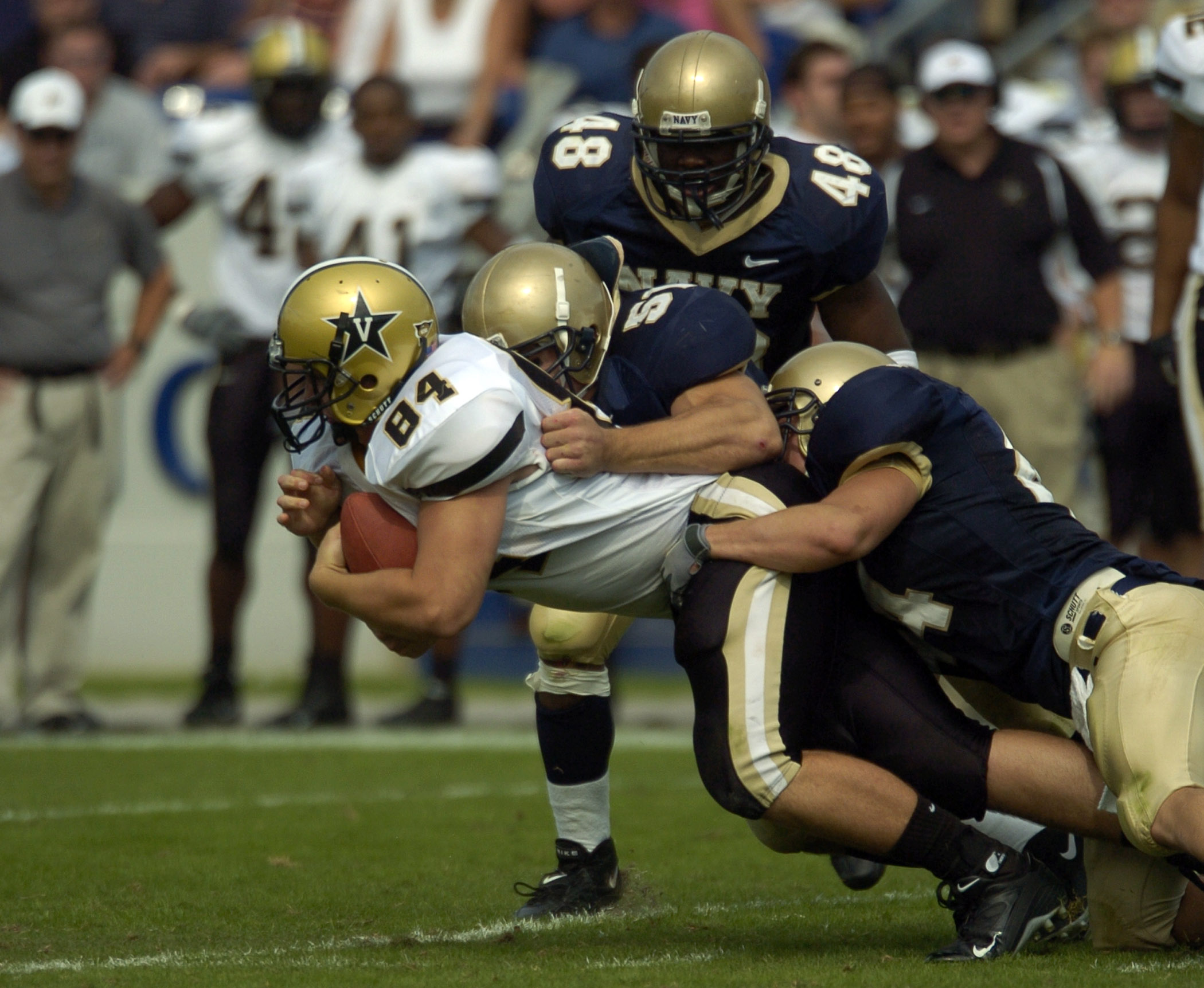
Linebackers houden een aanvaller tegen

Een linebacker is een speler in het American en Canadian football. Een linebacker behoort tot het verdedigende team en staat enkele meters achter de eerste linie (de linemen) opgesteld.
Dit type speler moet reageren op het spel van de tegenstander. Linebackers moeten gaten in de eerste linie dichten of opkomende receivers stoppen.
Aanval: Quarterback · Wide receiver · Tight end · Center · Guard · Offensive tackle · Running back · Fullback · H-back

Verdediging: Defensive tackle · Defensive end · Nose tackle · Linebacker · Defensive back

Speciale teams: Placekicker · Punter · Long snapper · Holder · Punt returner · Kick returner · Gunner